# Efeito Overhauser
O efeito Overhauser se manifesta no surgimento de uma polarização efetiva, superior à esperada quando se aplica a uma substância um campo de radiofrequência na freqüência do spin do elétron. Este efeito afeta a substância, cujos núcleos têm spin 1/2, elétrons que não constituem pares e que se encontram sob a ação de um campo magnético externo.